# Hymne (livre)
Pour les articles homonymes, voir Hymne.
Hymne (titre original : Anthem) est un roman court de science-fiction écrit par la philosophe Ayn Rand et publié pour la première fois en 1938 (Royaume-Uni). L'édition américaine date de 1946 et une édition française a été faite en 2006 par les éditions Rive Droite.

## Résumé
Dans un futur lointain, l'individualité a disparu pour laisser la place au groupe. Le pronom je a été banni du langage et remplacé par nous. Les hommes n'ont plus de nom qui puissent les distinguer, ils s'appellent Collectivité 0-00009 ou Égalité 7-2521. Ils ne peuvent plus aimer quelqu'un car ce serait en préférer un aux autres. La reproduction est organisée une fois par an avec une cérémonie au Palais de l'Accouplement. Le Conseil des Vocations choisit le métier que chacun exercera pour le bien de la société. Le Conseil des Érudits organise le progrès scientifique d'une société qui a perdu les connaissances des Temps Interdits.
Dans cette masse indistincte, Égalité 7-2521 ose aimer la femme de son choix. Il ose chercher la science et le progrès. Il est condamné à mort pour avoir commis le péché impardonnable : s'être distingué de la masse sans esprit, avoir été homme.
Cette nouvelle est écrite dans un style particulier, le pronom nous étant utilisé tout au long de l'ouvrage à la place de la première personne du singulier. De même, le pluriel est utilisé pour désigner une personne. Le processus salvateur passe par la redécouverte de l'individualité et, symboliquement, le passage au Je ainsi que l'utilisation de noms au lieu des matricules ("La Dorée" et "l'Insoumis")

## Similitudes avec les autres œuvres d'Ayn Rand
Hymne reprend des thématiques très proches de celles abordées dans les autres œuvres de fiction de la philosophe :
- L'affirmation de l'individu et de son pouvoir créateur face à la société qui l'annihile
- Le progrès scientifique et la (re)découverte d'une invention : le moteur d'Atlas Shrugged est ici l'électricité.

## Éditions
- Antarès, revue "Science-Fiction et Fantastique sans frontières" n° 35, 1989.
- Rive droite éditions, 93 pages, 2006  (ISBN 2841521028)